# Ny station
|  | Denne artikel er oprettet af botten PalnaBot ud fra en ekstern database. Den kan derfor have sproglige fejl eller mangler. Denne skabelon kan fjernes efter kontrol af indholdet. |

Ny station er en kortfilm instrueret af Lasse Ulvedal Tolbøll efter manuskript af Lasse Ulvedal Tolbøll, Søren Lundvall Danielsen.

## Handling
Filmen omhandler havnearbejderen Karl, der gemmer på en trang til at bryde ud af sine trygge rammer og opleve den verden han aldrig har været en del af. Men Karl plages af et skævt forhold til den moderne verden, som han må konfronteres med, da hans kollegaer forlader havnen og han job opsiges.